# Віллі Діксон
Ві́ллі Ді́ксон (англ. Willie Dixon; 1 липня 1915 — 29 січня 1992) — американський блюзовий музикант — басист, вокаліст, а також автор текстів та продюсер. Продюсував Chess Records i Checker Records. Співпрацював з такими музикантами як Чак Беррі, Мадді Вотерс, Гаулін Вулф, Отіс Раш, Бо Діддлі, Літтл Волтер, Санні Бой Вільямсон II, Коко Тейлор, Літтл Мілтон, Led Zeppelin, Едді Бойд, Джиммі Візерспун, Ловелл Фулсон, Віллі Мейбон, Мемфіс Слім.
Діксон є автором багатьох блюзових стандартів, що вплинули на творчість таких гуртів як The Rolling Stones, Cream та Led Zeppelin. Серед найвідоміших його пісень — написані для Chess Records «Little Red Rooster», «Hoochie Coochie Man», «Evil», «Spoonful», «Back Door Man», «I Just Want to Make Love to You», «I Ain't Superstitious», «My Babe», «Wang Dang Doodle» i «Bring It On Home».
Ім'я цього музиканта внесено до Зали слави блюзу.

## Дискографія
- Willie's Blues (Bluesville, 1960)
- The Blues Every Which Way (Verve, 1960); з Мемфісом Слімом
- Songs of Memphis Slim and Willie Dixon (Folkways, 1960); з Мемфісом Слімом
- Memphis Slim and Willie Dixon at the Village Gate (Folkways, 1962); з Мемфісом Слімом і Пітом Сігером
- Memphis Slim and Willie Dixon in Paris (Battle, 1963); з Мемфісом Слімом
- Loaded with the Blues (MPS, 1969); у складі «Chicago Blues Allstars»
- I Am the Blues (Columbia, 1970)
- Peace? (Yambo Records, 1971)
- Catalyst (Ovation, 1973)
- What Happened To My Blues (Ovation, 1976)
- Live Backstage Access (Pausa Records, 1985); з The Chicago Blues Allstars, живий запис виступу на джаз-фестивалі у Монтре, 15 липня 1983
- Hidden Charms (Capitol Records, 1988); премія «Греммі» (в категорії «Найкращий альбом традиційного блюзу»), 1989
- Ginger Ale Afternoon (Varèse Sarabande, 1989); музика з фільму
- The Big Three Trio (Columbia, 1990); записи 1947-1952